# Pontifícia Universidade Católica de Minas Gerais
Pontifícia Universidade Católica de Minas Gerais (PUC-MG) je ena najstarejših univerz v Braziliji, saj je bila prvič ustanovljena že 12. decembra 1958.